# Chlorotettix atriceps
Chlorotettix atriceps är en insektsart som beskrevs av Rauno E. Linnavuori 1959. Chlorotettix atriceps ingår i släktet Chlorotettix och familjen dvärgstritar. Inga underarter finns listade i Catalogue of Life.